# Rucentra celebensis
Rucentra celebensis är en skalbaggsart som beskrevs av Stefan von Breuning 1943. Rucentra celebensis ingår i släktet Rucentra och familjen långhorningar.
Artens utbredningsområde är Sulawesi. Inga underarter finns listade i Catalogue of Life.